# Штучне життя
Штучне життя (англ. artificial life, a-life) — вивчення життя, живих систем і їх еволюції за допомогою створених людиною моделей і пристроїв. Дана область науки вивчає механізм процесів, які характерні всім живим системам, незважаючи на їх  природу. Хоча цей термін частіше всього застосовується в комп'ютерному моделюванні життєвих процесів, він також підходить і для життя в пробірці,  англ. wet alife), вивчення штучно створених білків і інших молекул. Для простоти ця стаття описує комп'ютерне життя.

## Огляд
Штучне життя має справу з еволюцією агентів або популяцій організмів, які існують лише у вигляді комп'ютерних моделей, в штучних умовах. Його метою є вивчення еволюції в реальному світі і можливості впливу на її протікання, наприклад, щоб уникнути деяких спадкових обмежень. Моделі організмів також дозволяють проводити раніше неможливі експерименти (такі як порівняння еволюції Ламарка і природного відбору).

## Філософія
Зараз широко прийняте означення життя не дозволяє комп'ютерним моделям вважати себе живими. Проте існують й інші означення та концепції:
- Концепція сильного штучного життя (англ. strong alife) означає «життя як процес, який можна абстрагувати від будь-якого певного носія» (Джон фон Нейман).
- Концепція слабкого штучного життя (англ. weak alife) заперечує можливість створення життя окремо від його хімічного носія. Вчені, що працюють в рамках цієї концепції, намагаються зрозуміти процеси життя, а не імітувати його. Отже: «ми не знаємо, що в природі є причиною цього феномену, але можливо він так же простий, як...»

## Технології
- Клітинні автомати — часто використовуються для моделювання життя, особливо внаслідок легкості масштабування і паралелізації. Клітинні автомати і штучне життя історично тісно пов'язані.
- Нейронні мережі — інколи використовується моделювання інтелекту агентів. Хоча це традиційно технологія, більш близька до створення штучного інтелекту, нейронні мережі можуть бути корисні для моделювання динаміки популяцій або високорозвинутих самоосвітніх організмів. Симбіоз між навчанням і еволюцією - центральна задача теорій про розвиток інстинктів вищих організмів, як наприклад в ефекті Болдуїна.

### Еволюція
В системах моделювання штучного життя, ламаркізм в поєднанні з "генетичною пам'яттю" досить часто застосовується для пришвидшення еволюції вродженої поведінки, для цього вся пам'ять особи, що моделюється, передається її потомству. При цьому на відміну від класичної генетичної пам'яті потомству передається пам'ять тільки попереднього покоління. При цьому ламаркізм може бути сумісний з дарвінізмом, який може використовуватися для моделювання других аспектів моделей організмів.
джерело: M. Tim Jones "AI Application Programming" ISBN 1-58450-278-9 

## Суміжні області

### Штучний інтелект
Традиційно при створенні штучного інтелекту використовується проектування від елементу до структури і від структури до елементу, тоді як штучне життя синтезується за допомогою проектування від елемента до структури.

### Штучна хімія
Штучна хімія зародилась як набір методів, за допомогою яких моделюються хімічні процеси між елементами популяцій штучного життя. 
Одним із найзручніших для вивчення об'єктів подібного роду є реакція Бутлерова - автокаталітичний синтез вуглеводів із водного розчину формальдегіду в присутності гідроксидів кальцію чи магнію:
x CH2O => CxH2xOx
В результаті реакції створюється  суміш вуглеводів дуже різної структури. Якщо кількість формальдегіду ("живильного середовища") в розчині обмежена, в системі встановлюється своєрідна рівновага між процесами росту і розпаду молекул вуглеводів. При цьому, як і в біологічних системах, виживає найсильніший, оскільки проходить своєрідний "природний відбір", і в системах накопичуються найстійкіші (при даних конкретних умовах) молекули вуглеводів.
Вважається, що схожі процеси, які мали місце в передбіологічній хімії Землі, привели до виникнення життя на планеті.

### Еволюційні алгоритми для задач оптимізації
Багато оптимізаційних алгоритмів тісно пов'язані з концепцією слабкого штучного життя. Основна різниця між ними полягає в тому, як описується спроможність агента вирішити яку-небудь задачу.
- Мурашиний алгоритм
- Еволюційний алгоритм
- Генетичний алгоритм
- Генетичне програмування
- Інтелект натовпу

### Еволюційне мистецтво
Еволюційне мистецтво використовує технології і методи штучного життя для створення нових видів візуального мистецтва. Еволюційна музика використовує подібні технології, однак із застосуванням до музики.

### Цифровий організм
Цифровий організм - самовідтворювана комп'ютерна програма, яка мутує і розвивається. Цифрові організми використовують як інструмент для вивчення динаміки еволюції за Дарвіном, для тестування або перевірки конкретних гіпотез або математичних моделей еволюції. Дослідження тісно пов'язані з областю створення штучного життя.

## Критика
В історії штучного життя було доволі багато суперечок і протиріч. Джон Мейнард Сміт в 1995 році критикував деякі роботи по штучному життю, називаючи їх «наукою без фактів» (англ. fact-free science). Однак недавні публікації  по штучному життю у відомих наукових журналах, таких як Science і Nature свідчать, що технології, що використовуються для моделювання штучного життя, визнаються науковим співтовариством, принаймні для вивчення еволюції.